# Luciano (zanger)
Luciano, geboren als Jepther McClymont (Davyton, 20 oktober 1964), is een Jamaicaanse reggaezanger en -gitarist.

## Biografie
Geboren in Davyton, Manchester Parish, en opgevoed als de zevende van negen kinderen in een streng adventistisch gezin, begon Luciano in 1992 met het opnemen van zijn eerste single Ebony & Ivory (waarop hij werd vermeld als Stepper John) bij het Aquarius-label, gevolgd door een split-album met DJ Presley (nu vermeld als Luciano) voor producent Sky High. Zijn eerste publicatie als Luciano waren onder meer de hitsingle Give My Love a Try, geproduceerd in Castro Browns New Name Studio, gevolgd door anderen geproduceerd door Brown, Freddie McGregor, Blacka Dread en Sly and Robbie, waaronder de #1 Britse reggaehit Shake It Up Tonight.
Luciano trad op tijdens het Palm Beach Jerk en Caribbean Culture Festival 2016 in West Palm Beach, Florida. Hij begon te werken met Philip 'Fatis' Burrell en bracht de singles Chant Out en Poor and Simple uit, waarna eind 1993 het album Moving Up volgde. In 1994 maakte hij singles voor Musclehead en Louie Culture, voordat hij terugkeerde naar het werk met Burrell voor een reeks succesvolle singles en het album One Way Ticket, dat Luciano in de voorhoede van de Rasta Renaissance in dancehall-muziek zag. De vernieuwing van de Rastafari-invloed in dancehall-muziek in de vroege jaren 1990 was begonnen met artiesten als Tony Rebel en Garnett Silk. Na de dood van Silk eind 1994 keken velen naar Luciano om het bewustzijn in reggaemuziek voort te zetten. Over Garnett Silk zei hij: Garnett was meer een broer, een vader, een leraar, een voorloper. Toen hij verder ging, wist ik dat het werk voor mij nog moeilijker werd.
Het jaar daarop bracht hij het hitalbum Where There Is Life uit voor Island Records van Chris Blackwell. Het bevatte hits als It's Me Again Jah (een #1 single in Jamaica), Who Could It Be, evenals het titelnummer. Hij nam in 1997 het tweede album The Messenger op voor Island Jamaica  (grotendeels samengesteld uit zijn hitsingles), waarvan het titelnummer hem zijn blijvende bijnaam opleverde.
Het merendeel van zijn opnamen in het midden van de jaren 1990 was voor Burrell en het Xterminator-label, dat tegen die tijd artiesten als Sizzla, Mikey General en Firehouse Crew omvatte, evenals opnamen van Capleton en Cocoa Tea. Samen met het werk aan de twee albums voor Island Jamaica, waren de meeste Luciano-hits geproduceerd door Burrell en te horen in Sweep Over My Soul uit 1999. Burrell en Luciano gingen in 1999 uit elkaar.
In 2001 had Luciano twee live-albums uitgebracht, evenals twee compilatiealbums naast Sizzla en Anthony B na de splitsing met Xterminator. In dat jaar werden twee nieuwe albums met materiaal uitgebracht, Great Controversy bij Jet Star en A New Day bij VP Records. De laatste ontving een nominatie voor «Best Reggae Album» bij de Grammy Awards van 2002 en werd geproduceerd door de oude saxofonist en tourneepartner Dean Fraser. Het album kreeg extra productie van Sly & Robbie en werd gesteund door Fraser en de Firehouse Crew.
Fraser bleef het hele decennium veel van Luciano's albums produceren, waaronder Jah Is My Navigator uit 2008. In 2010 bracht hij United States of Africa uit. Terwijl het vorige album vooral op God was gericht, had Afrika te maken met wereldwijde evenementen. 
Hij ontving de Order of Distinction in de rang van Officier op 15 oktober 2007 als erkenning voor zijn bijdrage aan de reggaemuziek.
In juli 2009 betuigde Luciano zijn respect aan medemuzikant Michael Jackson door een reggae-eerbetoon uit te brengen (bij Lioni Records) van Jacksons iconische liefdadigheidsnummer USA for Africa, We Are The World
Luciano's album Zion Awake werd genomineerd voor «Best Reggae Album» tijdens de 58e Grammy Awards.

## Overtuigingen
Luciano is een vrome rastafari, wiens teksten het bewustzijn bevorderen en zwakheid of vulgariteit vermijden, wat vaak prominent aanwezig is in reggae en dancehall-muziek. Hij heeft kritiek geuit op andere Rastafari-reggae-artiesten die lethargisch materiaal opnemen en beschrijft dat ze hun focus hebben verloren. De zanger zelf werd soms bekritiseerd vanwege het lezen van bijbelverzen voorafgaand aan uitvoeringen, wat als ongepast is omschreven.
De zanger is ook een activist in de promotie van ganja of marihuana, en zegt: Ik vecht niet voor de decriminalisering van ganja, want het was nooit crimineel. Mijn strijd is om de mensen over de cannabis te informeren en ze te laten weten van de kruideneigenschappen en de voordelen die we ermee kunnen behalen.

## Privéleven
In 2010 kreeg Luciano naar verluidt een stuk land om in Gambia te wonen, op verzoek van president Alhaji, dr. Yahya Jammeh. De zanger trad voor het eerst op in het land in 2001 en heeft zijn voorkeur uitgesproken om uiteindelijk in Afrika te verblijven.
Op 27 februari 2016 werd Luciano's zoon Menelik McClymont op 19-jarige leeftijd doodgestoken in de buurt van Parkington Plaza op Half-Way-Tree Road, St Andrew, Jamaica. Hij overleed aan zijn verwondingen in het ziekenhuis op 28 februari.

## Prijzen en nominaties
| Jaar | Award                     | Categorie         | Nominee/werk | Resultaat   | Referentie |
| ---- | ------------------------- | ----------------- | ------------ | ----------- | ---------- |
| 2002 | 44th Annual Grammy Awards | Best Reggae Album | A New Day    | Genomineerd | [ 5 ]      |
| 2016 | 58th Annual Grammy Awards | Best Reggae Album | Zion Awake   | Genomineerd | [ 5 ]      |

## Discografie

### Studioalbums
- 1993: Moving Up
- 1994: One Way Ticket
- 1995: After All
- 1995: Where There Is Life
- 1997: Messenger
- 1999: Sweep Over My Soul
- 2001: A New Day
- 2001: Great Controversy
- 2003: Serve Jah
- 2003: Visions
- 2004: Serious Times
- 2005: Jah Words
- 2006: Child of a King
- 2007: God Is Greater than Man
- 2008: Jah Is My Navigator
- 2010: United States of Africa
- 2010: Write My Name
- 2011: Rub-A-Dub Market
- 2013: The Qabalah Man
- 2014: Zion Awake
- 2017: Embrace Your Failures
- 2019: In The Name of Love
- 2020: The Answer

### Livealbums
- 2000: Live